# Martha Wayne
Martha Wayne (nata col nome di Martha Kane) è un personaggio dei fumetti statunitensi pubblicati da DC Comics, creato da Bill Finger, Gardner Fox e Bob Kane. La sua prima apparizione è in Detective Comics n. 33 (novembre 1939). È la moglie di Thomas Wayne e la madre di Bruce Wayne, alias Batman.

## Biografia del personaggio
Martha Kane è la moglie del dottor Wayne, ricco chirurgo di discendenza britannica e nobiliare, e madre di Bruce, con i quali vive nella favolosa Villa Wayne di Gotham City. Una sera, all'uscita da una serata mondana, i coniugi Wayne vengono rapinati e uccisi a colpi di pistola da Joe Chill, un balordo di strada.
Il giovane Bruce assiste impotente alla loro morte, e ne rimane colpito al punto da giurare di combattere tutti i criminali con il desiderio che non si ripeta a spese di altri ciò che è accaduto a lui. Assistito dal maggiordomo Alfred e dalla signora Leslie Thompkins, dopo anni di duro addestramento scende in campo per combattere il crimine nelle vesti di Batman, un vigilante silenzioso e sfuggente quanto efficace e implacabile.
Tuttavia, il giovane miliardario non si limita a combattere il crimine gothamita con i muscoli e le indagini, ma anche con una serie di azioni umanitarie ad alto livello. Per onorare l'amata madre apre la Martha Wayne Foundation, con cui beneficia le arti, le famiglie, l'educazione e la tolleranza. La fondazione supporta e aiuta a dirigere un numero di orfanotrofi e scuole pubbliche, e fornisce insegnanti di sostegno a coloro che hanno difficoltà d'apprendimento. Gli artisti possono avvantaggiarsi dei fondi della fondazione per essere supportati nel loro lavoro. La fondazione sponsorizza compagnie come la Family Finders Inc. di Gotham, organizzazione diretta al ritrovamento di persone scomparse e famiglie disperse. La Martha Wayne Foundation sponsorizza e dirige anche dozzine di mense per i poveri in città.

## Versioni alternative
Nella linea temporale alternativa mostrata nella miniserie Flashpoint è Bruce a morire nel tentativo di rapina: Thomas e Martha, distrutti dal dolore, diventano rispettivamente un Batman particolarmente violento e l'altra Joker.

## Altri media

### Cinema
- Martha appare nel film del 2022 The Batman, interpretata da Stella Stocker. In questa versione, il cognome da nubile non è Kane ma Arkham.